# 獨立電視新聞頻道
獨立電視新聞頻道（英語：ITV News Channel）是一個已停播的24小時電視新聞頻道，2000年開播，2005年停播。

## 歷史
獨立電視新聞頻道是在2000年8月1日启播，當時稱為「獨立新聞頻道」（ITN News Channel）。由英國獨立電視新聞公司（ITN）和全國通信集團（NTL）共同管理。在2002年，格拉納達傳媒集團（Granada plc）及卡爾頓傳播（Carlton Communications）－英國獨立電視股份有限公司的前身－一共收購英國獨立新聞65%的股權，並把ITN新聞頻道改名為ITV新聞頻道。
2004年四月，英國獨立電視股份有限公司正式成立，並收購全國通信:西電信（NTL:Telewest）餘下的的35%股權。

## 關閉
經營5年以後，獨立電視在2005年12月宣布關閉獨立電視新聞頻道和利用騰空的數碼電視波道來開始一個新兒童節目電視台：CITV。餘下的經費會用作加強獨立電視的新聞運作/原本的關閉日期是在會在2006年年頭，但是，獨立電視最後因為覺得要員工在聖誕節期間為一個快要關閉的電視台長時間上班不公平，所以把關閉日期提前。
獨立電視新聞頻道正式在2005年12月23日下午6時正－平日的收台時間－播放。

### 關閉日的時間表
- 上午7點：The Scott Chisholm Show
- 上午10點：Live with Alastair Stewart
- 上午11點45分：The Scott Chisholm Show
- 下午12點半：同部播放獨立電視午飯時間新聞 (ITV Lunchtime News
- 下午1點半：Live with Faye Barker
- 下午3點：Live with Nicholas Owen and Nina Hossain
- 下午4點半：Live with Owen Thomas and Faye Barker
- 下午5點半：特別節目：新聞頻道五年回顧（SPECIAL: 5 Years Of The News Channel），由Alastair Stewart主持。

## 近期新聞
2007年6月15日，獨立新聞總裁馬克·伍茲（Mark Wood）在訪問時說獨立新聞公司可能在未來再經營一個24小時電視新聞頻道。同時，市場傳出維珍媒體（他的副公司－全國通信－正是當年獨立新聞頻道的母公司）正在考慮成立一個新聞頻道，與天空新聞（Sky News）和英國廣播公司的新聞24頻道（News 24）競爭。有傳聞指維珍媒體可能會和獨立新聞公司共同發展這個新聞頻道。

## 播放
在播放的五年間，獨立電視新聞頻道可以在以下的電視供應商收看：
- 天空數（Sky Digital）
- 全國通信:西電信（NTL:Telewest，今維珍媒體）
- Freeview無線數碼電視

## 新聞內容
獨立電視新聞頻道通常會播放以下的新聞：
- 英國國家新聞
- 英國地區性新聞
- 國際新聞
- 娛樂新聞
- 體育新聞

如果有突發新聞的話，其它新聞報道會被延遲報道。

## 錄影廠房
在獨立新聞頻道的年代，錄影廠房是很細小。每次錄影只能夠容立一個報道員。在獨立電視收購獨立新聞頻道的時候，獨立電視新聞頻道遷到當時獨立電視新聞的廠房。在2004年，獨立電視新聞廠房換為一個名為「新聞劇院（Theatre of News）的廠房，獨立電視新聞頻道也由那裡拍錄新聞報道。

## 競爭對手
獨立電視新聞頻道的兩個對手是天空新聞（Sky News）和英國廣播公司新聞頻道。